# پسران بد (فیلم ۱۹۶۱)
پسران بد (به ژاپنی: 不良少年) یک فیلم ژاپنی به نویسندگی و کارگردانی سوسومو هانی محصول سال ۱۹۶۱ میلادی است که براساس رمانی به همین نام نوشته آیکو جینوشی درباره بزهکاری نوجوان ساخته شده است. از آنجا که هانی سابقه فیلم مستند داشت، با استفاده از بازیگران غیرحرفه ای و فیلمبرداری سیاه و سفید دستی این فیلم را ساخت.  .،.